# Skyler Samuels
Skyler Samuels, född 14 april 1994 i Los Angeles, är en amerikansk skådespelare.
Samuels har bland annat medverkat i TV-serierna The Duff och Scream Queens. Hon har även medverkat i filmen Meg 2: The Trench.

## Filmografi (i urval)
- 2007–2008 – Magi på Waverly Place (TV-serie)
- 2009 – The Stepfather (2009)
- 2010 – Varning för vilda djur
- 2014 – American Horror Story (TV-serie)
- 2015 – Scream Queens (TV-serie)
- 2015 – The Duff (TV-serie)
- 2023 – Meg 2: The Trench